# Антоний Полемон
Антоний Полемон (Марк Антоний Полемон, также Полемон из Смирны или Полемон Лаодикейский; 88 — 145) — древнеримский софист. Учитель Аристида.
Происходил из Лаодикеи на Ликусе. Был человеком заносчивым и остроумным. Имел милость императоров Траяна и Адриана (его Полемон сопровождал в путешествиях); к нему хорошо относился Антонин Пий.
Полемон покончил жизнь самоубийством, не сумев стерпеть сильную подагру. Изображением Полемона считается портретный бюст, найденный в Афинах.